# Royal Oak (metropolitana di Londra)
Royal Oak è una stazione della metropolitana di Londra, situata sulla linea Hammersmith & City e sulla linea Circle.

## Storia
La stazione aprì il 30 ottobre 1871 nonostante l'estensione della Metropolitan Railway (MR, oggi la Metropolitan Line) verso Hammersmith fosse stata aperta nel 1864.
Dal 1867 la MR e la Great Western Railway (GWR) divennero comproprietarie della nuova linea Hammersmith & City Railway (H&CR), oggi la Hammersmith and City Line, e si accordarono per l'apertura di ulteriori stazioni lungo questa tratta. La nuova stazione di Westbourne Park, ricostruita e spostata verso est, e Royal Oak furono aperte quasi contemporaneamente.
La stazione prende il nome probabilmente da un pub vicino, il Royal Oak, che cambiò nome intorno al 2006, ed è oggi chiamato The Porchester.
La stazione era servita sia dai convogli della GWR sia da quelli della MR. Poiché il traffico era condiviso sulla Great Western Main Line gestita dalla GWR e interferiva con i loro treni, la compagnia costruì una nuova coppia di binari da Paddington fino a Westbourne Park per uso esclusivo della H&CR e il 12 maggio 1878 aprì un sottopassaggio per evitare conflitti nel punto in cui la linea metropolitana attraversava la linea principale. Questi binari, dedicati al solo uso della metropolitana, passarono sotto il controllo della London Underground solo il 1º gennaio 1948.

### Stazione ferroviaria di Royal Oak
La sezione della stazione di Royal Oak della GWR fu chiusa perché la linea Hammersmith & City forniva un servizio alternativo. Era la prima fermata dopo Paddington sulla Great Western Main Line. Anche Westbourne Park aveva binari e piattaforme sulla linea, che chiusero nel 1992 per la vicinanza della linea della metropolitana e perché creavano rallentamenti al progettato servizio dell'Heathrow Express.
Il servizio della GWR cessò il 1º ottobre 1934 e le relative piattaforme furono chiuse. La stazione rimase servita dai soli treni della metropolitana. Oggi la prima fermata dopo Paddington sulla linea ferroviaria è Acton Main Line.

## Strutture e impianti
Royal Oak è situata vicino all'autostrada A40. È rimasta chiusa dal 10 aprile all'11 maggio 2015 per la sostituzione delle scale. Dal 13 dicembre 2009 è servita anche dalla linea Circle.
Royal Oak è compresa all'interno della Travelcard Zone 2.

## Interscambi
Nelle vicinanze della stazione effettuano fermata alcune linee urbane automobilistiche, gestite da London Buses.
- Fermata autobus

## Nella cultura di massa
La stazione compare nel film Kidulthood (2006).
La stazione è situata su Lord Hills Bridge, che è citato nella canzone 'Nature Springs' di The Good, the Bad & the Queen.

## Galleria d'immagini

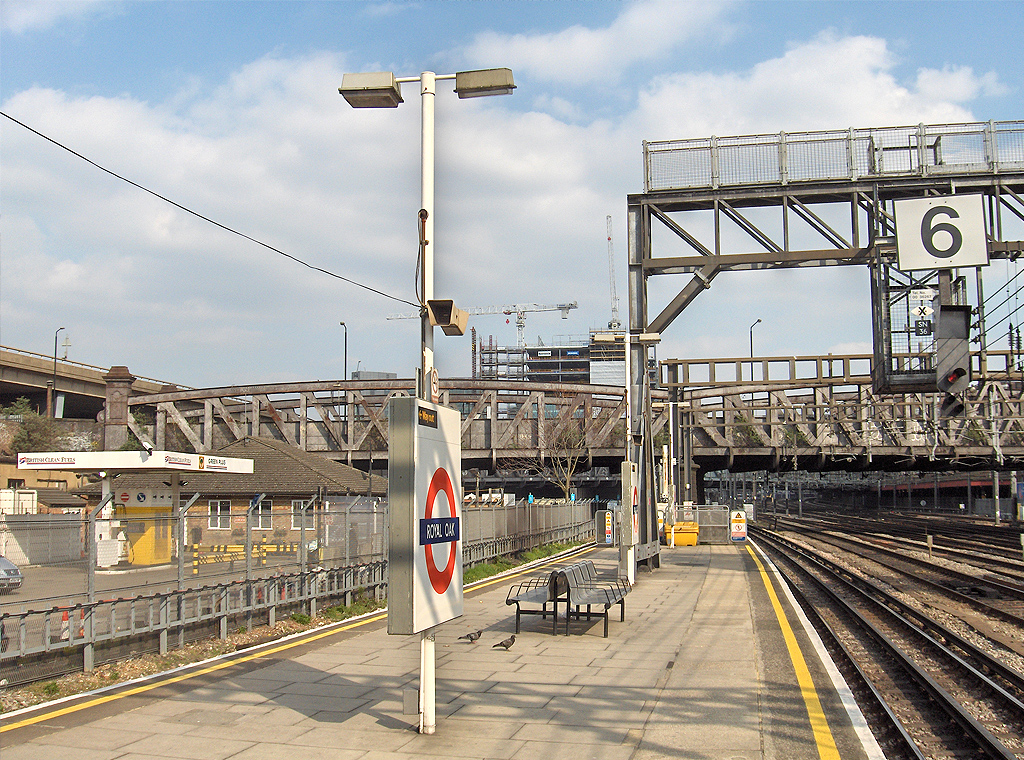
Binario direzione est. Si notino la fermata dei taxi a sinistra e le linee di accesso con il numero 6.
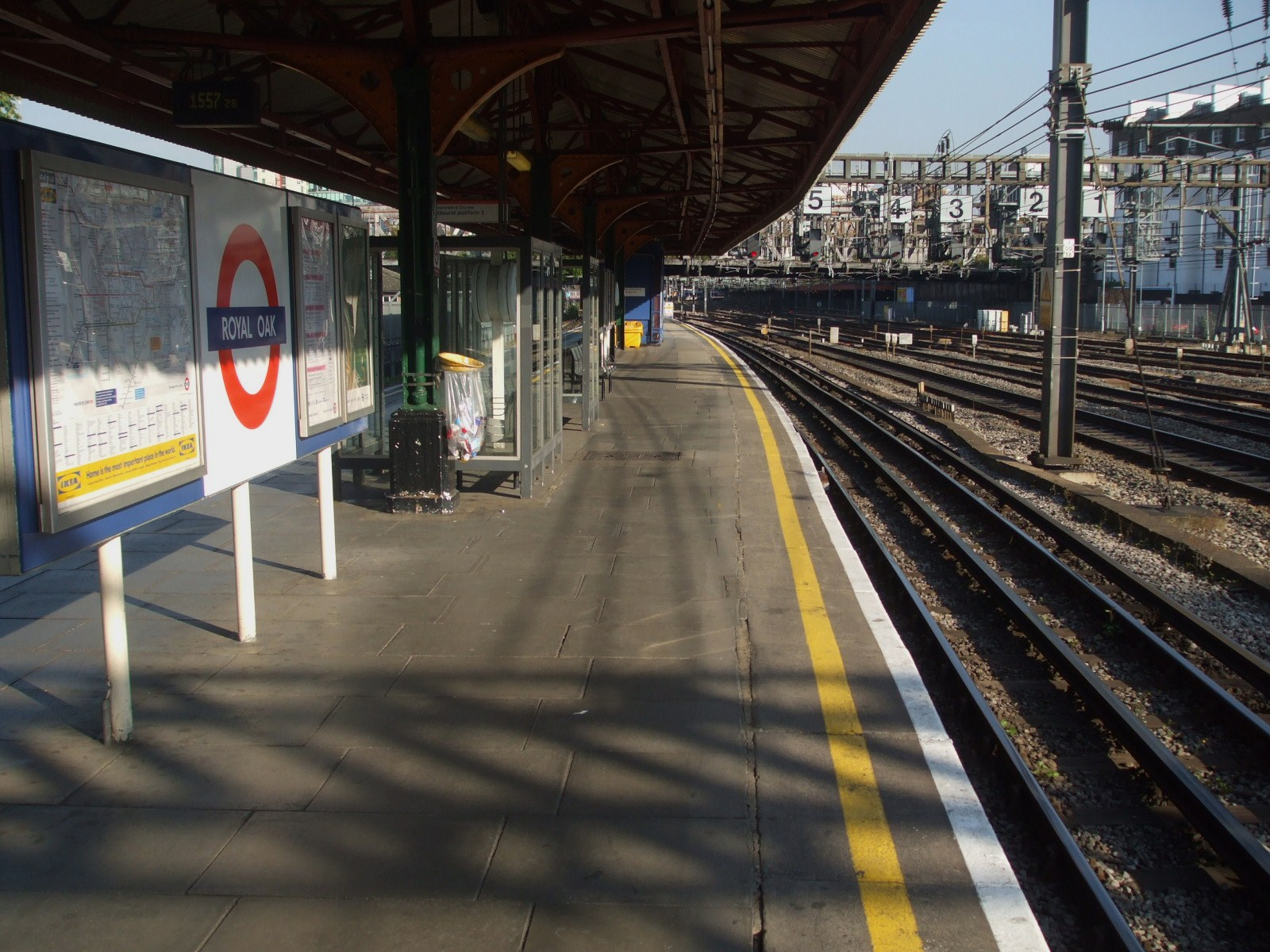
Piattaforma in direzione est.
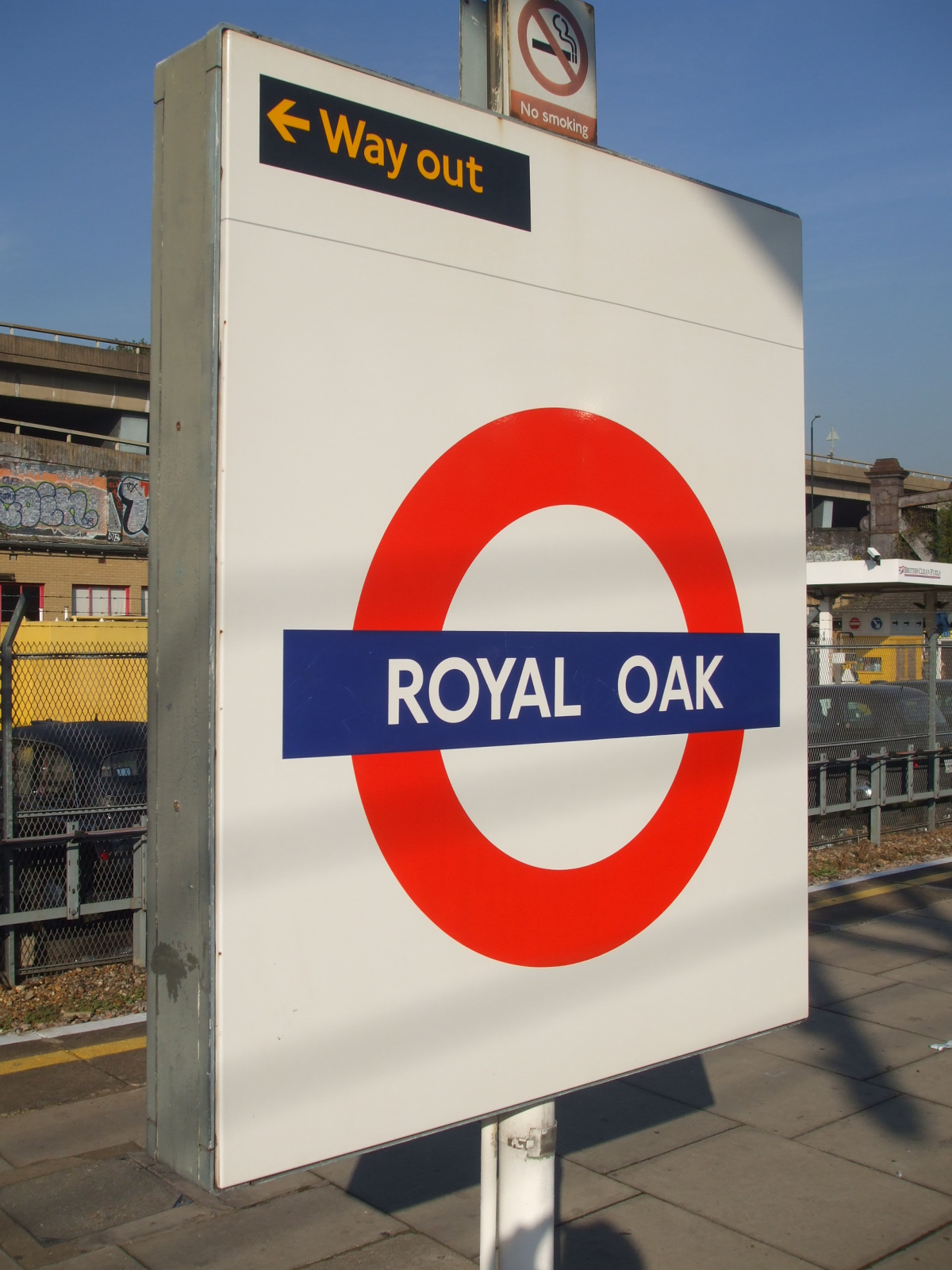
Roundel sulla piattaforma della stazione.